# Nordiska mästerskapen i brottning 1979
Nordiska mästerskapen i brottning 1979 hölls den 31 mars 1979 i Randers i Danmark. Det var den 22:a upplagan av tävlingen.

## Medaljtabell
*   Värdland ( Danmark)
| Nr                  | Nation              | Guld | Silver | Brons | Totalt |
| ------------------- | ------------------- | ---- | ------ | ----- | ------ |
| 1                   | Sverige             | 9    | 10     | 9     | 28     |
| 2                   | Finland             | 8    | 7      | 3     | 18     |
| 3                   | Norge               | 3    | 2      | 3     | 8      |
| 4                   | Danmark*            | 0    | 1      | 4     | 5      |
| Totalt (4 nationer) | Totalt (4 nationer) | 20   | 20     | 19    | 59     |

## Resultat

### Grekisk-romersk stil
| Gren    | Guld             | Silver          | Brons           |
| 48 kg   | Kent Andersson   | Jon Rønningen   | Reijo Luokkanen |
| 52 kg   | Patrik Kjellberg | Kauko Kyllönen  | Bjarne Nielsen  |
| 57 kg   | Ronny Sigde      | Harri Meriluoto | Ola Aasand      |
| 62 kg   | Ilpo Seppälä     | Bjarne Toft     | Morten Brekke   |
| 68 kg   | Tapio Sipilä     | Bertil Ahlgren  | Trond Kvalheim  |
| 74 kg   | Lennart Lundell  | Tatu Kangas     | Lars Nielsen    |
| 82 kg   | Leif Andersson   | Mikko Huhtala   | Pål Berger      |
| 90 kg   | Christer Gulldén | Klaus Mysen     | Kaj Studsgaard  |
| 100 kg  | Tore Hem         | Markku Virtanen | Jan Holmquist   |
| +100 kg | Einar Gundersen  | Arne Robertsson | Raimo Karlsson  |

### Fristil
| Gren    | Guld             | Silver            | Brons            |
| 48 kg   | Reijo Haaparanta | Kent Andersson    | Ulf Andersson    |
| 52 kg   | Sonny Broman     | Claes Axelsson    | Thomas Karlsson  |
| 57 kg   | Kauko Naavala    | Taisto Kallijärvi | Martti Mäkinen   |
| 62 kg   | Jukka Rauhala    | Hannu Rantala     | Jörgen Johansson |
| 68 kg   | Pekka Rauhala    | Kenneth Aastedt   | Deszö Bereczky   |
| 74 kg   | Matti Övermark   | Eje Marberg       | Nader Mafie      |
| 82 kg   | Jarmo Övermark   | Josef Doka        | Björn Rohdin     |
| 90 kg   | Sören Claeson    | Billy Åkerfeldt   | Christer Gulldén |
| 100 kg  | Börje Nilsson    | Ingvar Karlsson   | Urpo Mattinen    |
| +100 kg | Markku Virtanen  | Jan-Ove Andersson | ----             |